# Teofil Łękawski
Teofil Łękawski (ur. 8 lutego 1834 w Przemyślu, zm. 29 czerwca 1923 tamże) – prepozyt kapituły przemyskiej, rektor seminarium duchownego w Przemyślu.

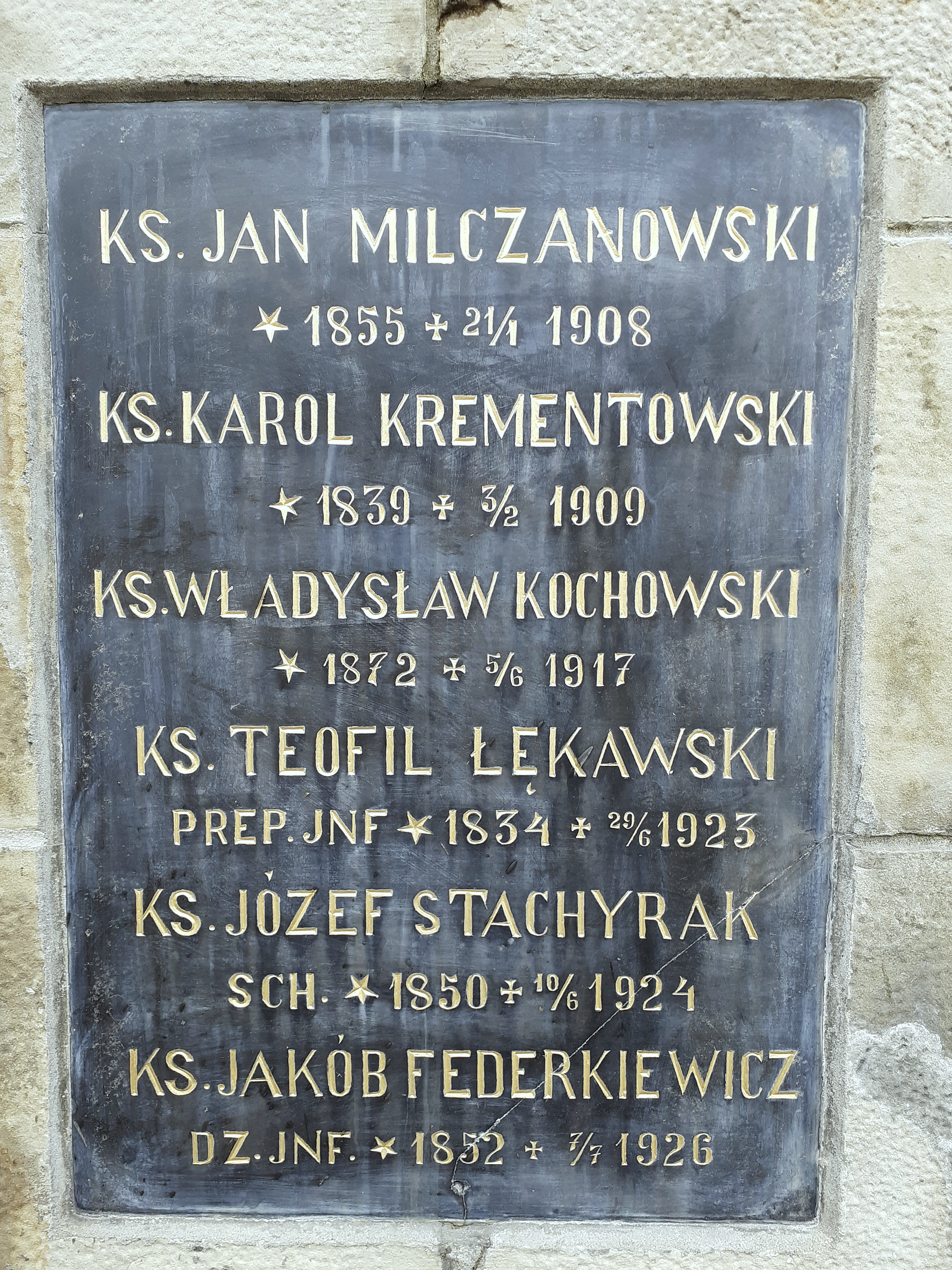
Tabliczka nagrobna ks. Teofila Łękawskiego

## Życiorys
Urodził się 8 lutego 1834 w Przemyślu. W 1853 ukończył C.K Gimnazjum w Przemyślu i wstąpił do tutejszego seminarium duchownego. 1 czerwca 1857 otrzymał święcenia kapłańskie, po których pracował krótko w parafiach Strzyżów i Dobrzechów. 1 września 1858 objął posadę katechety gimnazjalnego w Drohobyczu. Za działalność patriotyczną został stamtąd usunięty przez rząd austriacki. W latach 1862–66 pracował jako wikary w Leżajsku, pełniąc funkcje katechety i kierownika szkoły żeńskiej. W tym czasie angażował się w pomoc powstańcom styczniowym, jako przedstawiciel Rządu Narodowego. 14 września 1866 został wyróżniony honorowym obywatelstwem miasta Leżajska. W tym rozpoczął pracę jako kierownik szkoły żeńskiej w Przemyślu. W 1871 został dyrektorem nowo utworzonego Państwowego Seminarium Żeńskiego. W 1886 wszedł do grona kapituły przemyskiej jako kanonik gremialny (od 1877 był kanonikiem honorowym). Od 1888 pracował jako wykładowca i wicerektor w przemyskim seminarium duchownym, a od 1895 jako jego rektor. W 1899 został prepozytem kapituły z tytułem infułata.
W 1868 założył wspólnie z księżną Jadwigą Sapieżyną Towarzystwo Pań Miłosierdzia św. Wincentego à Paulo, któremu przewodniczył 42 lata. Z jego inicjatywy powstała także ochronka św. Jadwigi. Był jednym z członków założycieli Towarzystwa Przyjaciół Nauk w Przemyślu. Działał także w Stowarzyszeniu Rękodzielników Gwiazda.
Zmarł 29 czerwca 1923 w Przemyślu w wieku 89 lat i w 66 roku kapłaństwa. Został pochowany w grobowcu kapituły rzymskokatolickiej na cmentarzu Głównym w Przemyślu.

## Publikacje
- Katedra przemyska wraz z kościołem filialnym Najśw. Serca Pana Jezusa, Przemyśl, 1906
- Przewodnik dla katechetów Przemyśl, 1906-1907 (1915)

## Odznaczenia
- Krzyż Pro Ecclesia et Pontifice – Watykan
- Krzyż Komandorski Orderu Franciszka Józefa – Austro-Węgry (1898)[2].